# Sauber C37
O Sauber C37 é o modelo de carro de corrida fabricado pela equipe Sauber para a disputa da temporada de Fórmula 1 de 2018, pilotado por Marcus Ericsson e Charles Leclerc.
O lançamento do carro ocorreu em 20 de fevereiro.

## Parceria com Alfa Romeo
Já faz algum tempo que o presidente da Ferrari, Sergio Marchionne, vem afirmando que gostaria de ver a Alfa Romeo de volta à Fórmula 1. E o que antes parecia apenas uma ideia distante, vira agora realidade. Após mais de 30 anos de ausência, a Alfa está de volta à maior categoria de automobilismo do mundo.
A marca italiana, que assim como a Ferrari pertence ao grupo Fiat Chrysler (FCA), assinou um contrato multianual com a Sauber para uma parceria tecnológica e comercial. O logo da Alfa passará a estampar os carros da escuderia suíça no local reservado para o patrocinador principal a partir de 2018. Também já no ano que vem, a equipe passará a se chamar Alfa Romeo Sauber F1 Team. O carro terá o logo da empresa italiana estampado e usará motores Ferrari atualizados, ou seja, a mesma unidade de potência que usada pela escuderia de Maranello e pela Haas.
O acordo com a Sauber é um passo importante na reestruturação da marca Alfa Romeo, que retornará à F1 após mais de 30 anos. Uma marca histórica que ajudou a construir a história do esporte. A empresa se beneficiará ao compartilhar conhecimento estratégico e tecnológico com a Sauber. Ao mesmo tempo, os fãs da Alfa Romeo terão novamente a oportunidade de apoiar um time que está determinado para escrever um novo capítulo em sua lendária história no esporte - afirma Sergio Marchionne. A parceria fomentará a troca de conhecimentos estratégicos, comerciais e tecnológicos entre as duas empresas, proporcionando novas oportunidades para ambas tanto na F1 quanto em outras categorias. Contudo, esta não é a primeira vez que uma manobra desse tipo foi feita na Sauber que, entre 2006 e 2009, o time teve parceria semelhante com a BMW na Fórmula 1.

## Pré-temporada
O projeto do modelo C37-Alfa Romeo não foi uma ruptura tão radical com o passado como o FW41-Mercedes da Williams, mas quase. O novo diretor técnico, o experiente Jorg Zander, realmente coordenou o projeto de um carro novo. Equipado com a versão da unidade motriz Ferrari igual a do time de Vettel e Raikkonen, apenas rebatizada de Alfa Romeo, Zander, o novo dono da Sauber, Pascal Picci, e o diretor da escuderia, Frederic Vasseur, acreditavam, com boas razões, que seus pilotos não seriam mais os últimos colocados no grid.
Podem até nem vir a ser, mas os treinos em Barcelona mostraram que isso pode acontecer. A STR deu um salto não esperado, a Haas, com muito do chassi da Ferrari de 2017, está obviamente rápida, e a McLaren foi lá para a frente com a unidade motriz Renault, apesar dos problemas. Em outras palavras, Leclerc e Ericsson têm um desafio grande pela frente, inserirem-se no pelotão onde deverão estar Haas, Force India e STR, admitindo-se que Renault e McLaren encontram-se mais à frente.
Nem tanto o GP da Austrália, por ser o primeiro e haver particularidades no Circuito Albert Park, mas as etapas seguintes, Barém, China e Azerbaijão, nos darão uma resposta melhor de como ficará esse pelotão. Hoje, como hoje, a Sauber não mostrou velocidade para acompanhar STR, Force India e Haas. Tem a seu favor, no entanto, importante confiabilidade, o que nas provas inicias conta muito.

## Raio X
A parceria com a Alfa Romeo começou, mas não deve render resultados imediatos. Nos testes, o novo carro se mostrou confiável, mas ainda falta velocidade para que os pilotos pontuem regularmente.